# Ассен
А́ссен (нід. Assen) — муніципалітет в провінції Дренте, Нідерланди. Адміністративний центр муніципалітету і провінції Дренте — місто Ассен.
Неподалік від міста розташована гоночна траса для мотоперегонів Ассен.

## Географія
Розташований за 23 км на південь від Гронінгена.

### Населені пункти муніципалітету
Міста
- Ассен

Села
- Лон

Селища
- Анреп
- Віттен
- Грасвейк
- Де-Гар
- Зеєрвелд
- Зеєрвен
- Ре
- Схівен
- Тер-Ард
- Уббена

## Населення
Населення 66 369 чоловік (2009).

## Визначні мешканці
- Генк Фельдмеєр (1910 – 1945) — нідерландський нацистський політик
- Клені Бімолт (нар. 1945) — нідерландська]] плавчиня, призерка Олімпійських Ігор  1964 року
- Петер Гукстра (нар. 1973) — нідерландський футболіст
- Сержіо ван Дейк (нар. 1982) — нідерландський та індонезійський футболіст
- Інґе Деккер (нар. 1985) — нідерландська плавчиня, олімпійська чемпіонка

## Галерея

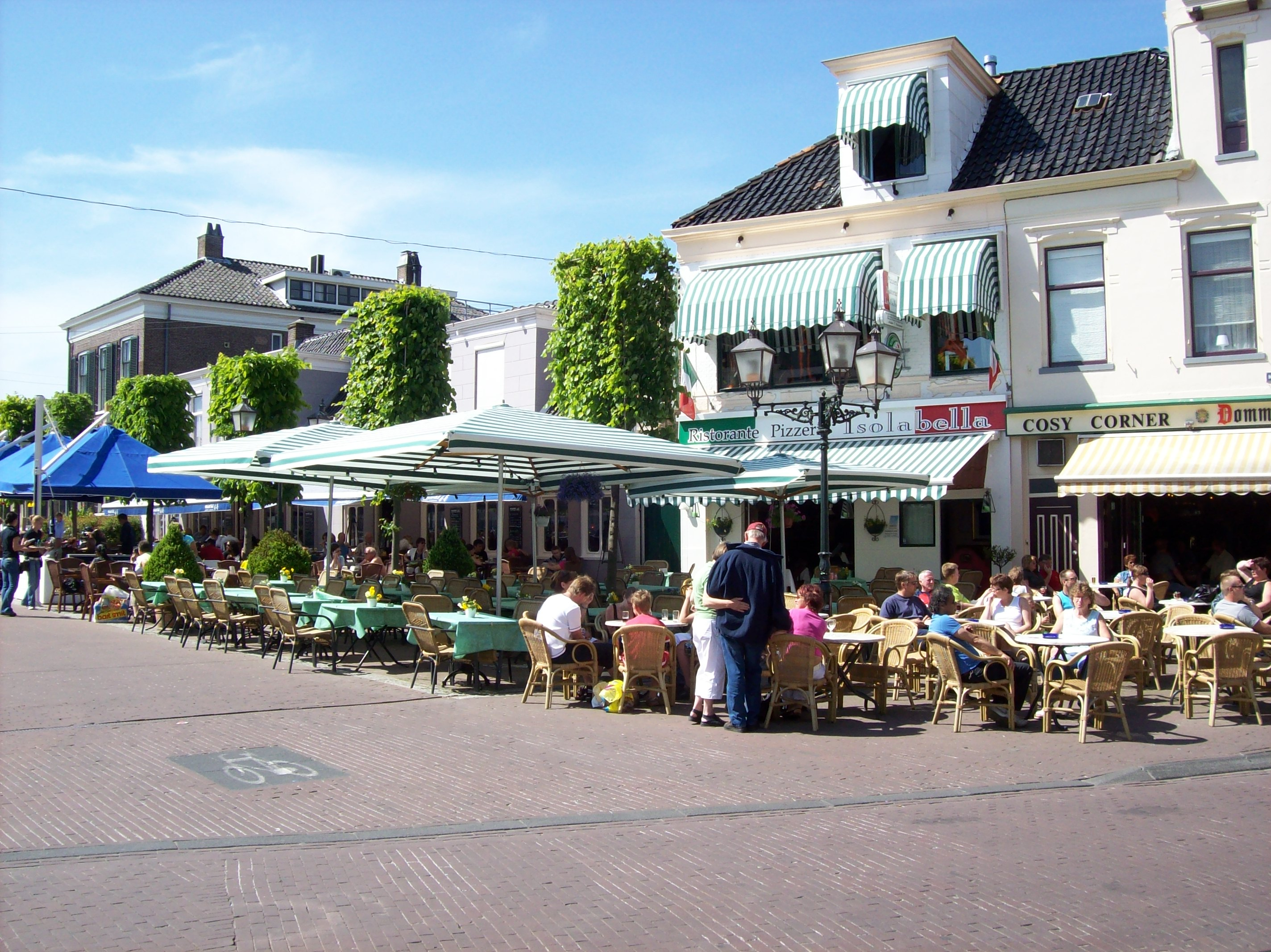
Кафе в Ассені
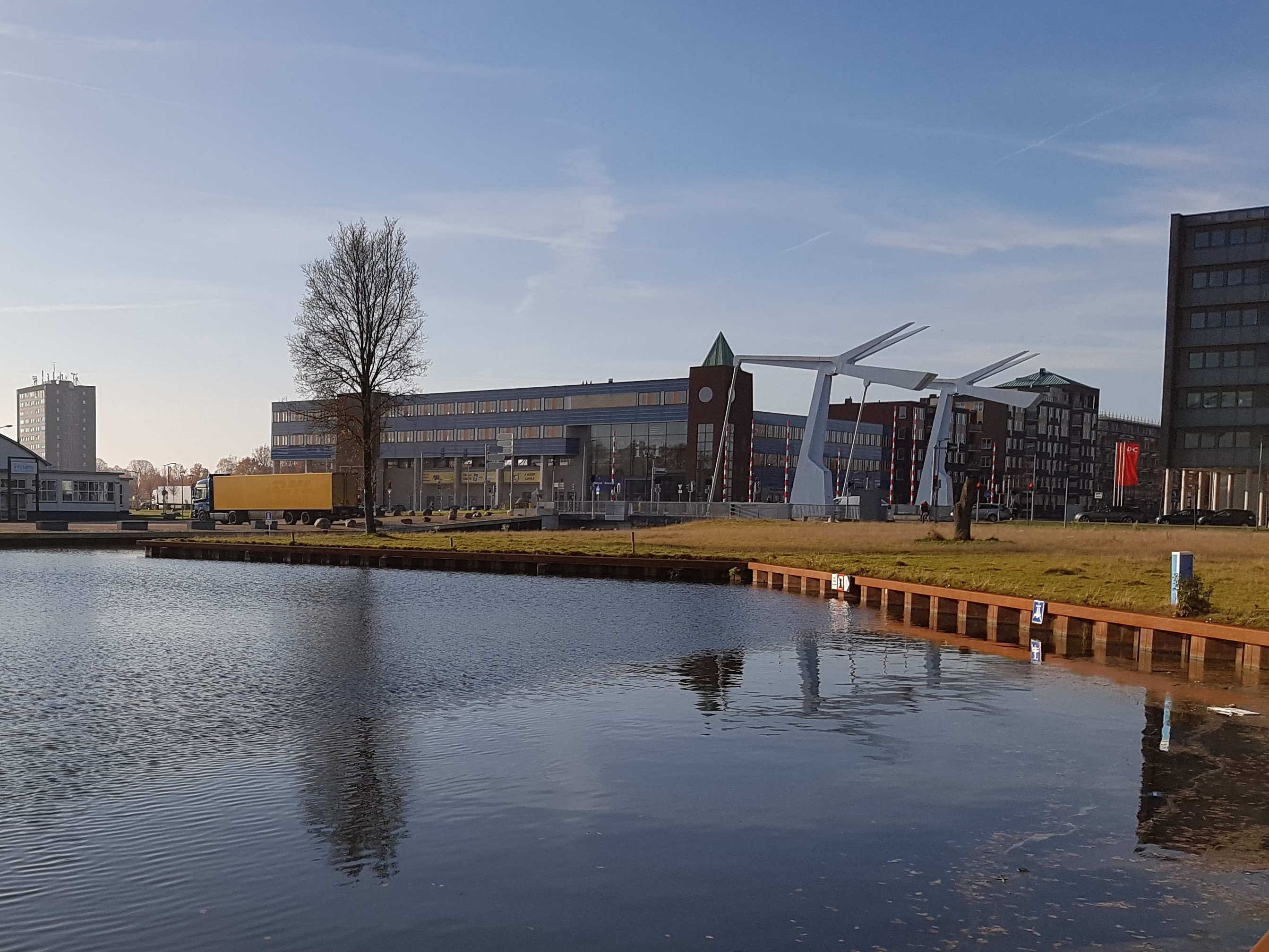
Міст
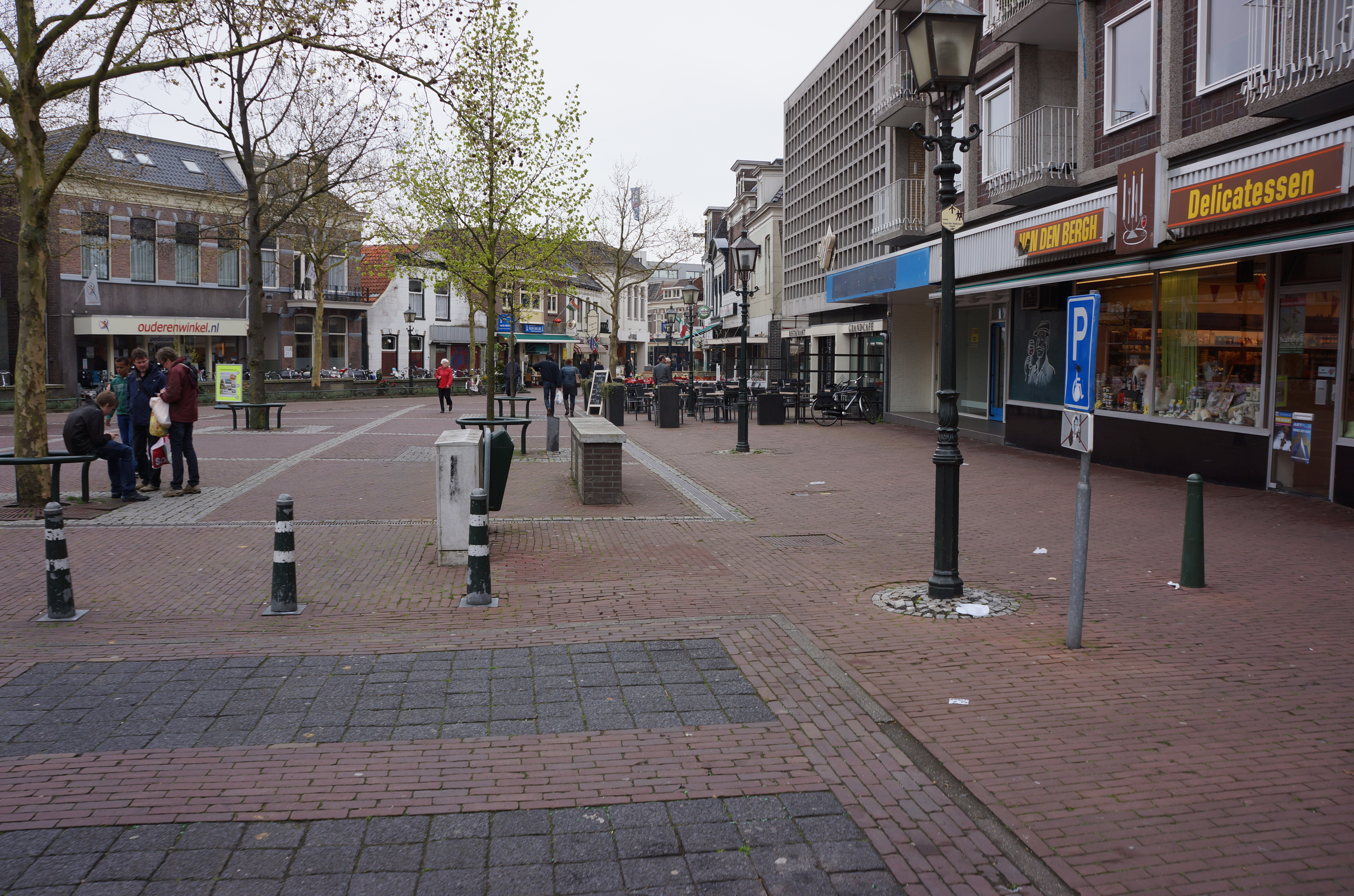
Площа в Ассені
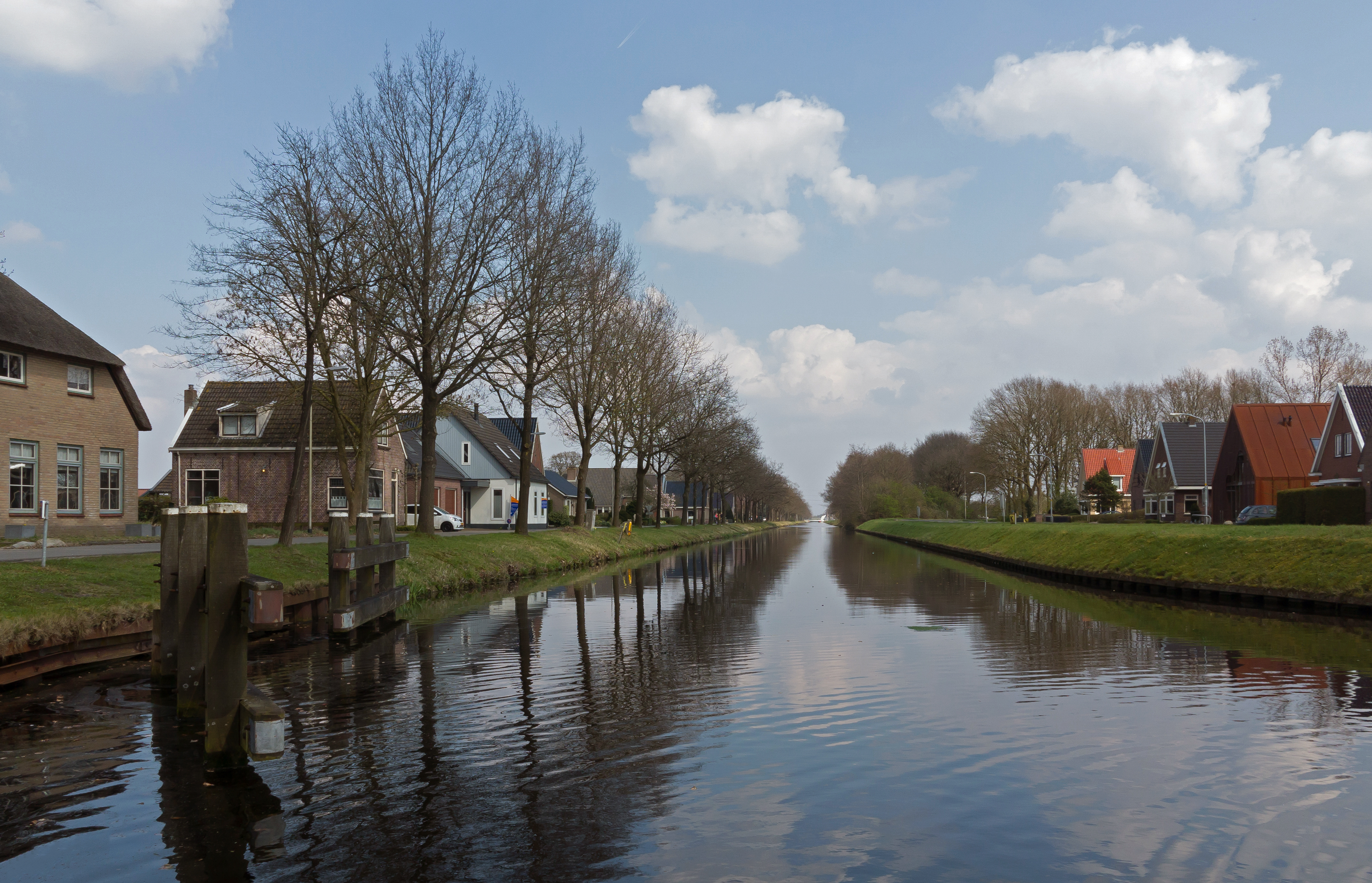
Канал у муніципалітеті